# Wortfamilie
Eine Wortfamilie, auch Wortsippe oder Lexemverband, ist eine Reihe von Wörtern, die sich um denselben Wortstamm gruppieren und ein gemeinsames lexikalisches Morphem enthalten. Ihnen ist also dasselbe Etymon (etymologische Wurzel) gemeinsam.
Wortfamilien können im Deutschen bis zu tausend Einzelwörter umfassen, wobei allerdings der etymologische Zusammenhang häufig nicht mehr durchsichtig ist (zum Beispiel Herzog, Zeuge, Zucht usw. von ziehen).
Die Wortfamilie wird meist als „synchrone Größe“ beschrieben, d. h. verwandt sind nur Lexeme, deren Verwandtschaft „für das zu einer bestimmten Zeit als gegeben vorausgesetzte Wissen einer Sprachgemeinschaft über morphologische Zusammenhänge“ erkennbar ist.

## Beispiele
- Schulbeispiel: binden, Band, Binde, Gebinde, Bund, bündeln, bündig, Verband, Verbandtasche, Entbindung, Entbindungsklinik …[3]

- Beispiel: lehren, Lehrer, gelehrt, gelehrig, unbelehrbar …[4]

Wörterbücher, die mehr oder weniger nach Wortfamilien aufgebaut sind, sind etwa das Bayerische Wörterbuch von Johann Andreas Schmeller, das Schweizerische Idiotikon, der Althochdeutsche Sprachschatz von Eberhard Gottlieb Graff, das Mittelhochdeutsche Wörterbuch von Georg Friedrich Benecke, Wilhelm Konrad Hermann Müller und Friedrich Zarncke, das Althochdeutsche Wörterbuch von Jochen Splett und das Deutsche Wortfamilienwörterbuch des gleichen Autors. Lexikographiegeschichtlich handelt es sich dabei um ein Konzept aus der Barockzeit, das noch im 19. Jahrhundert aktuell war und in jüngerer Zeit wieder aufgegriffen wurde.